# بورات ۲
بورات ۲ (به انگلیسی: Borat Subsequent Moviefilm) با نام رسمی (به انگلیسی: Borat Subsequent Moviefilm: Delivery of Prodigious Bribe to American Regime for Make Benefit Once Glorious Nation of Kazakhstan) (به معنی: تحویل رشوه عجیب به رژیم آمریکا برای سودمندی یکباره ملت پرافتخار قزاقستان) یک فیلم کمدی مستندنما است که توسط ساشا بارون کوهن نوشته و تهیه شده است. فیلم در تاریخ ۲۳ اکتبر ۲۰۲۰ بر روی پلتفرم پرایم ویدیو آمازون منتشر شد.

## تکذیب رودی جولیانی
در بخشی از فیلم که رودی جولیانی با ماریا باکالوا در اتاق تاریک است به‌نظر می‌آید که رودی جولیانی درحال درآوردن لباس خود و لمس بدن باکالوا است. او پس از انتشار فیلم، این صحنه را ساختگی خواند. اما ساشا بارون کوهن اصرار دارد که این صحنه، واقعی است.